# Secretário de Estado das Comunidades Portuguesas
O Secretário de Estado das Comunidades Portuguesas é um cargo do Governo de Portugal, integrado no Ministério dos Negócios Estrangeiros, responsável pelas políticas relativas aos emigrantes e à diáspora portuguesa. Supervisiona os serviços consulares, promove laços culturais e económicos e apoia cidadãos portugueses no estrangeiro, colaborando com embaixadas, consulados e organizações da diáspora. O cargo também coordena o Conselho das Comunidades Portuguesas, órgão consultivo que representa os cidadãos portugueses no exterior e assessora o governo sobre questões de emigração e diáspora.
Desde 5 de abril de 2024, o Secretário de Estado das Comunidades Portuguesas é José Cesário, que já ocupou este cargo anteriormente.

## Nomes anteriores
- 1976-1978: Secretário de Estado da Emigração
- 1978-1979: Secretário de Estado dos Negócios Estrangeiros e da Emigração
- 1979-1980: Secretário de Estado da Emigração
- 1980-1983: Secretário de Estado da Emigração e das Comunidades Portuguesas
- 1983-1985: Secretário de Estado da Emigração
- 1985-presente: Secretário de Estado das Comunidades Portuguesas

## Titulares
- 1976-1978: João Vieira de Lima[2]
- 1978-1979: Paulo Ennes[3]
- 1979-1980: Mário Neves[4]
- 1980-1981: Manuela Aguiar (primeira vez)[5]
- 1981-1983: José Vitoriano[6]
- 1983-1987: Manuela Aguiar (segunda vez)[7]
- 1987-1991: Manuel Correia de Jesus[8]
- 1991-1995: Luís Sousa de Macedo[9]
- 1995-1999: José Lello[10]
- 1999-2002: João Rui Gaspar de Almeida[11]
- 2002-2004: José Cesário (primeira vez)[12]
- 2004-2005: Carlos Gonçalves[13]
- 2005-2011: António Braga[14]
- 2011-2015: José Cesário (segunda vez)
- 2015-2019: José Luís Carneiro
- 2019-2022: Berta Nunes
- 2022-2024: Paulo Cafôfo
- 2024-2025: José Cesário (terceira vez)
- 2025-presente: Emídio Sousa